# Софийская набережная
Софи́йская на́бережная — набережная на правом берегу Москвы-реки в районе Якиманка Центрального административного округа города Москвы. Проходит от улицы Серафимовича до улицы Балчуг. Нумерация домов ведётся от улицы Серафимовича. К набережной примыкает Фалеевский переулок.

## Название
Получила название по церкви святой Софии в Средних Садовниках (современный адрес — дом № 32, во дворе). В 1964—1992 годах носила название набережная Мориса Тореза, в честь председателя французской коммунистической партии Мориса Тореза (1900—1964).

## История
Церковь Софии в Средних Садовниках известна с 1493 года. Первый Софийский храм стоял, вероятно, к западу от современного места. Существующий однокупольный храм, расположенный в глубине двора, датирован 1682 годом, а выходящая на набережную колокольня — 1862—1868 годами.
Каменная набережная сооружена в 1830—1840-х годах по проекту инженеров Н. И. Яншина и А. И. Дельвига.
В 1930-e и 1940-е годы существовали планы по сносу Софийской набережной с постройкой нового парадного фасада либо разбивкой парка от Москвы-реки до Водоотводного канала, но они не были реализованы. Разрушения ограничились домами, стоявшими на месте нового Москворецкого моста (построен в 1938 году; старый Москворецкий мост располагался восточнее и выходил к улице Балчуг). На Болоте были снесены торговые лабазы и разбит современный парк.
В 2021 году набережная была благоустроена.

## Угрозы архитектурному наследию
В 1990-е и 2000-е годы существовало и существует немало планов «реконструкции» Софийской набережной и Болотной площади, начиная с плана «Моспроекта-4» 1995 года, по которому из исторической застройки следовало сохранить только английское посольство и «Дом на набережной». В последующем, по мере дробления задачи, одни проекты провалились, другие были приостановлены под влиянием общественности, в результате район утрачивал одно старое здание за другим, но не приобрёл ничего нового. За фасадом Софийской набережной, наполовину скрытым рекламными щитами, образовались пустыри, простаивающие с 1998—2001 года. 
В 1998 компания «Кейстоун» снесла постройки между Кокоревским подворьем и Большим Москворецким мостом (Софийская, 36 — Болотная, 10), и приступила к возведению офисного комплекса «Царёв Сад». Строительство финансировалось кредитной линией Сбербанка РФ на 150 миллионов долларов. Потратив 90 миллионов заёмных денег, Кейстоун сумел построить только 23 из 83 тысяч квадратных метров (вдоль Болотной набережной). Глава компании Елена Клименкова была в итоге осуждена на 8 лет за хищения, а участок-недострой достался Сбербанку. В построенном здании заняты только два нижних этажа, остальные пустуют; аналитики предполагают, что наилучший выход для будущего владельца — снести всё построенное «Кейстоуном» и отстроить заново по грамотному проекту. В августе 2007 года в прессе прошла информация о планах группы компаний ПИК выкупить участок у Сбербанка.
В конце 1990-х годов правительство Москвы разрабатывало вопрос о реконструкции «золотого острова» напротив Кремля. «Поиски» увенчались постановлением 1104-РП от 08.11.2000 с красноречивым названием «О сносе строений N 1 дома 4; N 1 дома 6; N 1 дома 8; NN 5, 6 дома 10 по Софийской наб. и строений NN 2, 3, 4, 5б, 6, 7, 8, 9, 10, 11, 12, 13, 13а, 15, 19 дома 14 по Болотной площади». К этому времени здания были большей частью выселены, в постановлении их владельцами и одновременно ответственными за снос были названы ОАО «Каменный мост» и ОАО «Кремлин Сайт». Под снос подпадали все строения на Софийской и Болоте к западу и к югу от английского посольства (квадратный участок площадью около пяти гектар). Среди них — не только малоизвестные палаты XVII века, но и признанный «фасадный» памятник (усадьба Дурасова — Мариинское училище, дома № 8-10). Через считанные дни, в ночь с 12 на 13 ноября 2000 года, ООО «Брук Мил» снесло палаты XVII века, где жил Пикарт — придворный художник Петра I, автор панорамы Москвы 1707 года (дом № 6 внутри квартала), при этом был повреждён и соседний № 8. Общественный протест вынудил правительство Москвы скорректировать ближайшие планы, через три недели дома 8 и 10, непосредственно выходящие на набережную, были исключены из списка на снос. Дома 8 и 10 остаются выселенными и заброшенными по сей день и постепенно превращаются в руины. В ещё худшем состоянии крохотный угловой особняк под номером 4/2. По состоянию на август 2007 строительные работы на этом участке не ведутся, сам участок не охраняется.
5 апреля 1999 сгорел занимаемый Министерством транспорта дом № 34в. Обошлось без жертв.
Правительство Москвы не отказывается от своих планов по масштабной перестройке этой территории.
5 апреля 1999 года в административном здании Министерства транспорта РФ на Софийской набережной вспыхнул крупнейший с начала года пожар. Ему был присвоен пятый номер сложности. Правое крыло здания выгорело полностью, на площади 800 кв м обрушились перекрытия. В тушении пожара принимали участие 102 пожарных экипажа и специальный вертолет. Пострадали несколько пожарных.

## Примечательные здания и сооружения

### По нечётной стороне
Протекает Москва-река.

### По чётной стороне
- № 4/2 (по генплану; на самом доме висит № 6) — двухэтажный особняк XIX века. Руинированное здание — всё, что осталось от обширного комплекса первой фабрики «Эйнем» (вл. 4—6).
- № 6,  памятник архитектуры (утраченный) — участок бывшей кондитерской фабрики «Эйнем» (также здесь располагались и другие фабрики и мастерские). В центре участка находились палаты Пикарта. Историческая застройка была полностью уничтожена в 2000—2001 годах[13].
- № 8-10  памятник архитектуры (вновь выявленный объект) — комплекс Мариинского женского училища, выявленный объект культурного наследия[14] («усадьба Дурасовых»). Главное здание (стр. 1) — XVIII века, перестроено под училище в 1870-е; служебные постройки XIX — начала XX века снесены в 2000—2001 годах.

Усадьба образована в середине XVIII века слиянием владений, принадлежавших при Петре I дяде царицы Евдокии Сергею Авраамовичу Лопухину и духовнику царя о. Тимофею Надаржинскому. Хозяин объединённой усадьбы, президент Ревизион-коллегии Василий Михайлович Еропкин построил палаты, сохранившиеся в основе дома. Усадьба принадлежала Еропкиным, Зубовым, Дурасовым. При Дурасовых дом украшал портик со скульптурами вместо крайних колонн — прием, подсмотренный у Пашкова дома, стоящего через реку. В пореформенную эпоху усадьбу заняло Мариинское женское училище, в котором преподавал Н. Г. Рубинштейн, в 1894—1901 годах здесь служил штатным преподавателем Сергей Рахманинов. После революции и до 1960-х годов здания занимала общеобразовательная школа № 19 имени Белинского. Здесь учились писатель Юрий Трифонов и другие дети из соседнего «Дома на набережной».
В конце 1990-х годов огромная часть квартала между Софийской набережной и Болотной площадью (владения № 6 —12 по Софийской наб., 14 и 16 по Болотной пл.) была отдана американской компании «Брукмил ЛТД» и ОАО «Кремлин Сайт» для строительства гостиничного, офисного и жилого комплекса «Царев сад». Распоряжением мэра города Москвы Юрия Лужкова от 8 ноября 2000 года памятник архитектуры «Мариинское училище» был незаконно назначен к сносу, как и соседние «палаты Пикарта» (Софийская наб., 6). При сносе палат, осуществленном в тот же месяц, здание Училища было повреждено. Возникший протест заставил мэра Москвы скорректировать распоряжение, и Мариинское училище удалось отстоять. С тех пор пустует. Только в 2015 году Мосгорнаследие выдало задание на разработку проекта реставрации. В мае 2017 г. на общественное обсуждение был вынесен акт ГИКЭ проекта реставрации и проекта приспособления памятника. В июле 2017 года Мосгосэкспертиза согласовала проект компании Capital Group — жилой комплекс «Золотой остров» на Софийской набережной, 4-10, Болотной площади, 14 в столичном районе Якиманка, сообщает пресс-служба департамента градостроительной политики Москвы. Проект разработало архитектурное бюро Сергея Скуратова, победившее в международном конкурсе на концепцию застройки участка. ЖК «Золотой остров» предполагает создание многофункционального комплекса, а также реставрацию зданий-памятников под гостиницу и апартамент-отель.
- № 12/14  памятник архитектуры (вновь выявленный объект) — городская усадьба И. Т. Рахманова, Н. Л. Бухвостова, С. С. Сулимы, купцов Котовых (1-я половина XVIII — середина XIX вв.). В 1872 году усадьба приобретена прусским подданным, купцом 1-й гильдии Густавом Листом для размещения металлического завода[19] — Софийский механический завод Акционерного общества Густава Листа[14] (в советское время — завод противопожарного оборудования «Красный факел»). Заводские сооружения были выстроены на месте хозяйственного двора и смежного с усадьбой участка по Болотной площади. Часть построек металлического завода Листа, примыкающая к комплексу Мариинского училища, была снесена в 2001 году[20].
  - № 12/14, стр. 1  памятник архитектуры (вновь выявленный объект) — здание конторы завода Г. И. Листа (1875—1891, архитектор Ф. К. Мельгрен)[21].
  - № 12/14, стр. 14  памятник архитектуры (вновь выявленный объект) — главный усадебный дом (1-я половина XVIII — середина XIX вв.)[21].

Двухэтажный главный дом на линии Софийской набережной (стр. 14) перестроен Листом для себя в 1880-е годы. Восточнее располагается административный флигель (стр. 1). Ворота между домом и флигелем украшали металлические изваяния молотобойца и литейщика.
В конце 1990-х годов территория бывшего завода вместе с соседними владениями 6 и 8 по Софийской набережной была отдана американской компании «Брукмил ЛТД» и ОАО «Кремлин Сайт» для строительства гостиничного, офисного и жилого комплекса «Царев сад». Заводские постройки снесены, молотобойцы исчезли с ворот (по слухам, находятся в запасниках Третьяковской галереи), а дом Листа и административный флигель опустели. В сентябре 2015 года Хорошевский райсуд Москвы присудил ОАО «Кремлин Сайт» штраф в полмиллиона рублей за невыполнение предписания Мосгорнаследия об инженерно-техническом обследовании главного дома. В мае 2017 года на общественное обсуждение были вынесены Акты государственной историко-культурной экспертизы проектов реставрации и проектов приспособления выявленных ОКН по адресу: г. Москва, Болотная пл., д. 14, строение 1 (Здание конторы завода, 1875—1891 гг., арх. Ф. К. Мельгрен. — Фрагмент ограды со скульптурой «Рабочие» — две фигуры на пилонах ворот, 1880-е гг., арх. Иванов (?), Ф. К. Мельгрен.) и строение 14 (Главный дом, 1-я пол. XVIII — сер. XIX вв., дом владельца завода).
- № 14/12, стр. 1-4,  памятник архитектуры (региональный) — городская усадьба «сахарного короля» П. И. Харитоненко. Главный дом построен в 1891—1893 годах по проекту архитектора В. Г. Залесского, интерьеры — 1911, архитектор Ф. О. Шехтель, художник Ф. Фламенг)[14].

Здесь находилась коллекция живописи, собранная Харитоненко. После революции дом отошёл наркомату иностранных дел. Вначале здесь находилась единственная иностранная миссия в «красной» РСФСР — Датского красного креста, затем — останавливались такие видные иностранные гости, как Арманд Хаммер и Герберт Уэллс.

Особняк для гостей правительства, где мы жили вместе с г. Вандерлипом и предприимчивым английским скульптором, каким-то образом попавшим в Москву, чтобы лепить бюсты Ленина и Троцкого, — большое, хорошо обставленное здание на Софийской набережной, расположенное напротив высокой кремлёвской стены…— Герберт Уэллс, «Россия во мгле»
Начиная с 1929 года в здании находится резиденция посла Великобритании. Находится на реконструкции.
- № 16,  памятник архитектуры (вновь выявленный объект) — жилой дом Н. А. Терещенко (1844)[14].
- № 18 — трёхэтажный особняк 1817 года постройки.
- № 20 — дом Якова Сивова, 1821 года постройки.
- № 20, стр. 3,  ЦГФО — доходный дом (1885, архитектор Елиев; 1950-е — 1960-е)[14].
- № 22, стр. 1 — дом купца Лобкова. Здание в стиле московского ампира было построено Лобковым в 1816 году на руинах старой дворянской усадьбы. Согласно «Атласу промышленности Московской губернии» здесь располагалась фабрика на 26 рабочих мест (вероятно — в пристройках на заднем дворе). В 2003 году был перестроен по методу «сохранения фасадной стены»: перекрытия и задняя стена были снесены, надстроен мансардный этаж[24].
- № 24 — дом Лебедевой, построен после 1825 года.
- № 24/2,  памятник архитектуры (вновь выявленный объект) — доходное владение А. Н. Виноградова; внесено в Красную книгу Архнадзора (электронный каталог объектов недвижимого культурного наследия Москвы, находящихся под угрозой)[25]:
  - № 24/2, стр. 1 — доходный дом А. Н. Виноградова с лавками (начало XIX века; 1876, архитектор В. Н. Карнеев)[14].
  - № 24/2, стр. 2 — доходный дом А. Н. Виноградова (1893, архитектор И. А. Иванов-Шиц; перестроен в 1905 году архитектором И. И. Ситниковым)[14].
- № 26/1 — дом бесплатных квартир для вдов с детьми и учащихся девиц имени Бахрушиных. Построен в 1900—1903 годах по проекту архитекторов К. К. Гиппиуса и Ф. О. Богдановича[26] на средства купцов Бахрушиных, пожертвовавших на проект 1,2 миллиона рублей. Это был первый для Москвы опыт сотрудничества частного капитала и городских властей в постройке крупных муниципальных жилых комплексов. Всего в бахрушинских домах на Болоте (и бесплатных, и «дешёвых») было 456 квартир, в которых к 1913 году проживали 631 взрослый и 1378 детей[27]. В советское время здание занимали госучреждения, в настоящее время — штаб-квартира «Роснефти».
- № 28 — современная постройка.
- № 30, стр. 1 (во дворе) — жилой дом — складской корпус (1830-е — 1852, 2-я половина XIX в., 1990-е)[14].
- № 30, стр. 2 (во дворе),  ЦГФО — складские корпуса московского отделения Акционерного строительного общества «Стандарт» — учебный корпус «Курсов для безработных» (1850-е-1870-е, 1925, гражданский инженер А. А. Андреевский)[14].
- № 32,  памятник архитектуры (федеральный) — шатровая колокольня Софийского храма (1862—1868, архитектор Н. И. Козловского). Сам храм находится в глубине двора дома № 32 (постройка основного объёма — 1682, трапезная — 1891—1893, архитектор В. И. Веригин). Храм был закрыт в 1929 году, реставрирован в 1976—1983 и 1999—2004 годах, служба возобновлена в 2004-м[14].
  - № 32, стр. 1 (во дворе),  памятник архитектуры (региональный) — дом причта (1868, архитектор Н. И. Козловский)[14].
- № 34 — торгово-складской и гостиничный комплекс «Кокоревское подворье».
  - № 34, стр. 1 — гостиница В. А. Кокорева (1860—1867, 1880-е, архитектор И. Д. Черник; надстроена в советские годы). Здесь останавливались П. И. Чайковский, И. Н. Крамской, И. Е. Репин, В. В. Верещагин, Д. Н. Мамин-Сибиряк и другие[14]. А. П. Чехов уподоблял Кокоревское подворье лабиринтам испанского дворца, полного интриг: «Вы опять в мрачном „Кокоревском подворье“. Это Эскориал, и Вы кончите тем, что станете Альбой». Между 2016 и 2018 годами сюда перемещался из комплекса зданий на Старой площади Российский государственный архив новейшей истории и его хранилища[28].
  - № 34, стр. 3,  памятник архитектуры (вновь выявленный объект) — корпус меблированных квартир с магазинами[14].
  - № 34, стр. 4,  ЦГФО — торговые склады Кокоревского подворья (1860—1880, 1930)[14]. На участке планируется строительство нового объекта площадью 33 тыс. м².
- № 36 — многофункциональный комплекс «Царёв сад» (архитектор А. Р. Воронцов) — 74 тыс. м² современной застройки (из неё 12 тыс. м² — жилой) от Midland Development.

- Колокольня Софийского храма (1862—1868, арх. Н. И. Козловский)
- № 14, усадьба Харитоненко (1891—1893, арх. В. Г. Залесский)
- № 22, дом купца Лобкова (1816)
- № 26, Дом бесплатных квартир им.братьев Бахрушиных (1902)
- Церковь Софии в Средних Садовниках (вид с храмовой колокольни на двор д. № 32)

## В литературе
- Упомянута в детективе Бориса Акунина «Любовница смерти»:

Сопровождаемая охами и взвизгами, Коломбина гордо прошла через Красную площадь, через Москворецкий мост и повернула на Софийскую набережную, где гуляла приличная публика. Тут уж не только себя показывала, но и сама смотрела во все глаза, набиралась впечатлений…

## Общественный транспорт
По набережной под Большим Москворецким мостом только для разворота проходят автобусы 297, 538.